# Finnisch-Sowjetischer Vertrag von 1948

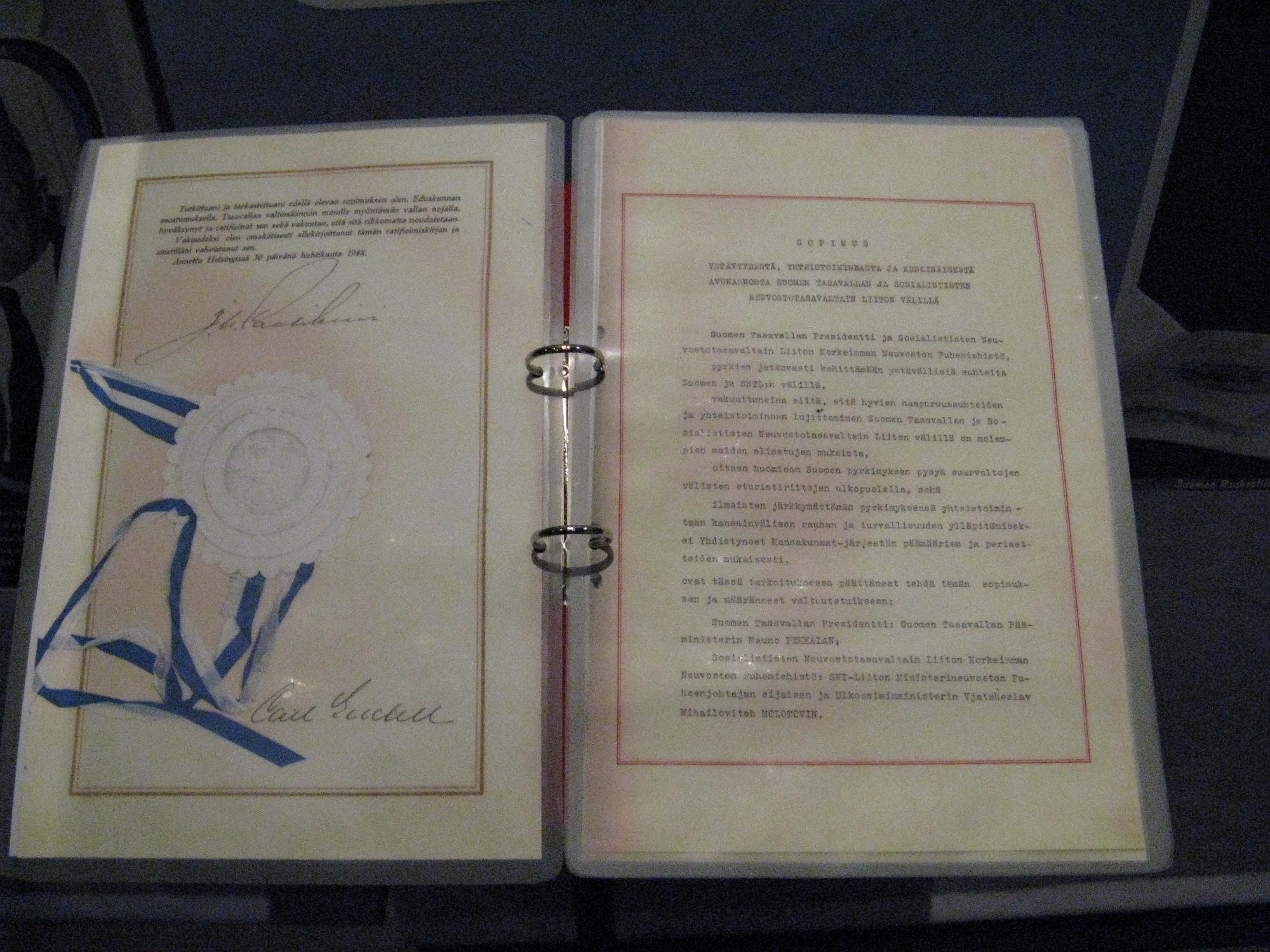
Finnisch-Sowjetischer Vertrag von 1948 ausgestellt im Arbeitermuseum Werstas in Tampere

Der Finnisch-Sowjetische Vertrag von 1948, offiziell Vertrag über Freundschaft, Zusammenarbeit und gegenseitigen Beistand (finnisch Ystävyys-, yhteistyö- ja avunantosopimus (YYA-sopimus), schwedisch Vänskaps-, samarbets- och biståndsavtalet (VSB-avtalet), russisch Договор о дружбе, сотрудничестве и взаимной помощи (ДСП-договор)) war ein Abkommen zwischen Finnland und der Sowjetunion, das von 1948 bis 1992 die Grundlage für das Verhältnis zwischen beiden Staaten bildete.
Mit dem am 6. April 1948 unterzeichneten Vertrag beabsichtigte die Sowjetunion einen Angriff westlicher Streitkräfte auf ihr Staatsgebiet über finnisches Territorium zu verhindern. Ziel der Finnen war eine größere politische Unabhängigkeit von der Sowjetunion. Der Vertrag, dessen erste Versionen bereits zu Beginn des Jahres 1945 von Mannerheim verfasst wurden, sicherte den Bestand eines demokratisch verfassten finnischen Staates in relativ geringer Entfernung zu strategisch wichtigen Gebieten der Sowjetunion wie etwa der Halbinsel Kola und zu Leningrad, der alten Hauptstadt Sankt Petersburg.
Der Vertrag verpflichtete Finnland zu bewaffnetem Widerstand gegen Angriffe Deutschlands oder seiner Verbündeten auf finnisches Territorium oder über finnisches Territorium gegen die Sowjetunion, wobei ein potentieller Angreifer Deutschland aber stellvertretend für die Vereinigten Staaten verstanden wurde. (Deutschland war damals besetzt und hatte keine Streitkräfte.) Hätte sich die Notwendigkeit ergeben, hätte Finnland in diesem Fall um militärische Unterstützung durch die Sowjetunion nachsuchen müssen. Der Vertrag berücksichtigte auch Finnlands Bestreben, sich aus den Auseinandersetzungen der Großmächte herauszuhalten und im Kalten Krieg die Politik eines neutralen Staates betreiben zu können. Der Vertrag wurde vor Ablauf seiner ursprünglich zehnjährigen Laufzeit in den Jahren 1955, 1970 und 1983 jeweils um 20 Jahre verlängert.
Auf Grund des unbestimmten Zustands der finnisch-sowjetischen Beziehungen in den Jahren nach dem Fortsetzungskrieg orientierte sich Finnland an einer strikt wortgetreuen Auslegung des Vertrages und nahm gleich den Mitgliedsstaaten des Warschauer Paktes keine Förderung durch Mittel des Marshallplanes in Anspruch, was die wirtschaftlichen Schwierigkeiten des Landes im Vergleich zu anderen (west-)europäischen Staaten in der Nachkriegszeit verlängerte und auch eine größere wirtschaftliche Abhängigkeit von der Sowjetunion zur Folge hatte. Finnland unterhielt infolge des Vertrages nur sehr begrenzte Beziehungen zu westlichen Streitkräften, dazu gehörten auch Militärbündnisse wie die NATO und das geplante Skandinavische Verteidigungsbündnis. Dadurch hoffte man auch, politischen Druck der Sowjetunion zu einer engeren Anbindung an den Warschauer Pakt zu vermeiden.
Der Finnisch-Sowjetische Vertrag gilt als Eckpfeiler der Außenpolitik des finnischen Präsidenten Paasikivi. Auch unter seinem Amtsnachfolger Kekkonen war dieser Vertrag in den Jahren 1956 bis 1981 quasi als Paasikivi-Kekkonen-Doktrin maßgeblich für die finnische Außenpolitik, die sich als neutraler Staat im Laufe der Zeit mehr einer aktiven Rolle zuwandte. Der Vertrag ermöglichte der Sowjetunion in der Nachkriegszeit auch einen gewissen Einfluss auf die Innenpolitik Finnlands, der unter dem Begriff Finnlandisierung sprichwörtlich wurde. Umstritten ist jedoch, inwieweit Kekkonen diesen Vertrag zur Erweiterung des eigenen Einflusses und zur Einschränkung seiner politischen Gegner nutzte.
Neben der offiziellen Politik gab es allerdings auch eine gewisse, wenn auch in geringerem Umfang bekannt gewordene Zusammenarbeit mit dem Westen. So überließ beispielsweise die Sozialdemokratische Partei Finnlands seismische Daten über sowjetische Kernwaffentests gegen finanzielle Zuwendungen der CIA. Ostblockstaaten wie etwa die DDR betrieben in Finnland Spionagenetzwerke, beispielsweise über das Ministerium für Staatssicherheit.
Die Sowjetunion hatte mit vielen Staaten, die nicht direkt mit ihr verbündet, aber stark auf ihre Unterstützung angewiesen waren, vergleichbare Abkommen abgeschlossen. Dazu gehörten seit 1961 Nordkorea, seit 1971 Indien (Indisch-Sowjetischer Vertrag über Freundschaft und Zusammenarbeit) und seit 1978 auch Vietnam. Das erste Abkommen dieser Art war bereits 1943 mit dem Freien Frankreich geschlossen worden.